# Psico express
Psico express és una sèrie de televisió produïda per Dagoll Dagom i TVC que es va emetre per TV3 l'any 2001. És una idea original d'Eduard Cortés, Joan Lluís Bozzo i Anna Rosa Cisquella, i està protagonitzada pels actors Laura Conejero, Fermí Casado, Marta Marco i Eloi Yebra.
La sèrie gira al voltant de Psico express, un petit gabinet psicològic en línia, amb uns especialistes que responen, les vint-i-quatre hores, tots els dies de l'any, les consultes dels clients. Via xat, videoconferència o fins i tot en persona, els terapeutes de Psico express atenen casos molt diversos. Els quatre personatges que treballen a Psico express tenen també els seus propis problemes i les seves pròpies crisis.